# Старча (гміна)
Гміна Старча (пол. Gmina Starcza) — сільська гміна у південній Польщі. Належить до Ченстоховського повіту Сілезького воєводства.
Станом на 31 грудня 2011 у гміні проживало 2815 осіб.

## Територія
Згідно з даними за 2007 рік площа гміни становила 20.10 км², у тому числі:
- орні землі: 83.00%
- ліси: 10.00%

Таким чином, площа гміни становить 1.32% площі повіту.

## Населення
Станом на 31 грудня 2011:
| Опис     | Загалом | Загалом | Чоловіки | Чоловіки | Жінки | Жінки |
| -------- | ------- | ------- | -------- | -------- | ----- | ----- |
| одиниця  | осіб    | %       | осіб     | %        | осіб  | %     |
| все      | 2815    | 100     | 1365     | 48.49    | 1450  | 51.51 |
| міське   | 0       | 100     | 0        |          | 0     |       |
| сільське | 2815    | 100     | 1365     | 48.49    | 1450  | 51.51 |

## Сусідні гміни
Гміна Старча межує з такими гмінами: Возьники, Камениця-Польська, Конописька, Почесна.